# Кравченко Владислав Ігорович
Владислав Ігорович Кравченко (нар. 23 лютого 1993, Харків, Україна) — український футболіст, захисник.

## Кар'єра гравця
Вихованець харківського ХДВУФК-1.
Перший професійний контракт уклав у 2011 році з донецьким «Шахтарем». Проте за головну команду гірників не виступав, натомість захищав кольори друголігового фарм-клубу донеччан, «Шахтаря-3». На професійному рівні у складі «Шахтаря-3» дебютував 9 квітня 2011 року в виїзному матчі 16-го туру чемпіонату України серед команд другої ліги проти кременчуцького «Кременя» (0:1). У тому поєдинку Владислав вийшов на поле в стартовому складі. Першим голом на професійному рівні відзначився 11 травня 2011 року, сталося це на 9-ій хвилині виїзного поєдинку другої ліги проти криворізького «Гірника» (2:2). Загалом у складі «Шахтаря-3» у 2011—2014 роках зіграв 80 матчів та забив 8 м'ячів.
Улітку 2014 року перейшов до першолігового ФК «Полтава», кольори якого захищав до 2016 року. За цей час у складі «городян» у чемпіонаті України провів 37 матчів та відзначився 1 голом, ще 3 поєдинки зіграв у кубку України.
26 лютого 2016 року перейшов до складу іншого представника першої ліги, харківського «Геліоса», за який виступав до кінця 2017 року, провівши за «сонячних» 45 ігор у чемпіонаті та одну — в кубку.
У 2018 році футболіст виступав за луцьку «Волинь», зігравши за «червоно-біліх» 10 матчів у першій лізі та ще 2 — у кубку України.
У грудні 2018 року підписав контракт з харківським клубом «Металіст 1925». Дебютував за «жовто-синіх» 13 квітня 2019 року в грі проти «Балкан» (1:0), замінивши на 61-ій хвилині Назара Мельничука та заробивши для своєї команди пенальті, після якого харків'яни забили єдиний гол у матчі. У першій частині сезону 2019/20 був основним гравцем «Металіст 1925», провівши в чемпіонаті 17 матчів із 19 командних. При цьому Кравченко не заробив жодного попередження, ставши найкоректнішим гравцем команди. У всіх 17-ти іграх Кравченко виходив у стартовому складі. Всього зіграв за харківський клуб 23 матчі в Першій лізі, ще один — у кубку України, забив один гол у чемпіонаті. 13 січня 2020 року припинив співпрацю з «Металістом 1925».
22 липня 2020 року став гравцем першолігового МФК «Металург» (Запоріжжя).
У першій половині сезону 2020/21 виступав за друголіговий «Метал» (Харків). У другій частині сезону потрапив до заявки першолігового «Гірника-Спорт», за який виступав на правах оренди з «Метала».

## Досягнення
- Друга ліга чемпіонату України
  -  Бронзовий призер: 2012/13